# Грань (Бузова)
Грань — аматорська футбольна команда із села Бузова Київської області.

## Історія
Футбольний клуб «Грань» було засновано в селищі Бузова Київської області. З моменту свого заснування команда виступала в чемпіонаті та кубку Київської області. У 2004-му році команда посіла друге місце в чемпіонаті Київської області, а наступного сезону — стала її переможцем. Окрім цього команда була фіналістом суперкубка Київської області у 2005-му. У 2006 році команда виступала в аматорському чемпіонаті України. Після цього клуб продовжив свої виступи в чемпіонаті та кубку Київської області.

## Досягнення
- Аматорський чемпіонат України
  -  Срібний призер (1): 2006

- Чемпіонат Київської області
  -  Чемпіон (1): 2005

## Відомі гравці
- Дмитро Зозуля